# Гюнцбург
Гюнцбург (нем. Günzburg) — город в Германии, районный центр, расположен в земле Бавария.
Подчинён административному округу Швабия. Входит в состав района Гюнцбург. Население составляет 19 561 человек (на 31 декабря 2010 года). Занимает площадь 55,40 км². Официальный код — 09 7 74 135.
Город подразделяется на 7 городских районов.

## История
Город Гюнцбург находится в месте впадения в Дунай реки Гюнц (Гинз). Город был основан приблизительно в 70 году до н. э. римлянами, чтобы защитить границы Римской империи по Дунаю. Поселение было известно как укрепление Гонтия, Гунтия или Контия. Название дано в честь Гонтии (Gontia) — Гунтии, Кандиды, Фортуны (Guntia, Candida, Fortuna) — кельтской лунной богини; её имя происходит от валлийского слова canda (сияющий белый) и кельтского condate (слияние). Она, как говорили, приносила удачу, и была богиней реки Гюнц.
Город состоял из крепости (позже перестраиваемой на том же месте), довольно большого гражданского поселения и, вероятно, наиболее важного в то время моста через Дунай. В V столетии римляне были вытеснены германскими племенами.
Приблизительно в 700 году соседний замок Рейзенс (Reisensburg) был упомянут картографом Равенны как один из пяти самых важных замков Германии. В 1065 году появляются первые документальные свидетельства собственно о городе Гюнцбург.
В раннем Средневековье входил в земли графов Бургау (Burgau). В 1213 году графство было приобретено Бергами (Berg), известными тогда как Берг-Бургау. Последний правитель этой династической линии умер в 1301 году, и Бургау (к тому времени поднятый до уровня маркграфства) был унаследован Габсбургами. Маркграф Карл (сын эрцгерцога Фердинанда II) перенёс свою столицу из Бургау в Гюнцбург, хотя государство сохранило прежнее название. Одно время город был даже столицей всей Передней Австрии.
Когда в 1806 году Священная Римская империя немецкого народа прекратила своё существование, маркграфство было медиатизовано в пользу Баварского королевства.
Герб административного района состоит из двух частей. Справа — старый герб маркграфства Бургау: красно-белое поле с жёлтым лучом. Орел в левой части — от герба семьи Швабег-Урсберг (Schwabegg-Ursberg), которая основала два монастыря в округе. Герб города впервые стал использоваться с XV века. Изначально на одном поле изображались цвета графства Бургау, а на другом — замок. В 1717 году поля поменяли местами. В XIX веке, после перехода города под юрисдикцию Баварии, герб Бургау был заменен на голубые баварские бриллианты. Последнее изменение было внесено герб уже в XX веке, когда замок был поднят на холм.
В 1805 году в Гюнцбурге один вечер провел Наполеон. В связи с этим имя Гюнцбург занесено на Триумфальную арку в Париже, прославляющую военные походы наполеоновской армии. Известен исторический курьез, что во время пребывания в городе Наполеон не оплатил свой счет. В память об этом случае в 1998 году президент Франции Франсуа Миттеран произвел символическую оплату, посетив в сопровождении федерального канцлера Германии Гельмута Коля историческую часть Гюнцбурга.
Современный административный район Гюнцбург был создан в 1972 году путём слияния города Гюнцбург (не входившего в состав района) и районов Гюнцбург и Крумбах (Krumbach). Гюнцбург лишился статуса «независимого города», став административным центром нового района.

## География
Природу района характеризует пересекающий его Дунай с притоками. Дунай течет в самой северной части района, пересекая города Гюнцбург и Лайпхайм. Несколько притоков впадают в Дунай с юга, например, Бибер (Biber), Гюнц и Миндель (Mindel). Значительные площади покрыты лесами; восточная треть территории — часть Аугсбургского (Augsburg) Западного Лесного Природного Парка.

## Достопримечательности
Исторический центр города с несколькими башнями сохранился почти полностью. К основным достопримечательностям относятся:
- церковь Богоматери (Фрауенкирхе) — шедевр Циммерманова барокко;
- маркграфская резиденция, возведённая Карлом Габсбургом в начале XVII века (единственная резиденция Габсбургов на территории Германии);
- отдельно стоящая придворная церковь Святой Троицы (Hofkirche) на территории указанной резиденции;
- замок Рейзенсбург (ныне конгресс-центр университета Ульма).

Недалеко от города в 2002 году построен парк «Леголанд» фирмы LEGO.

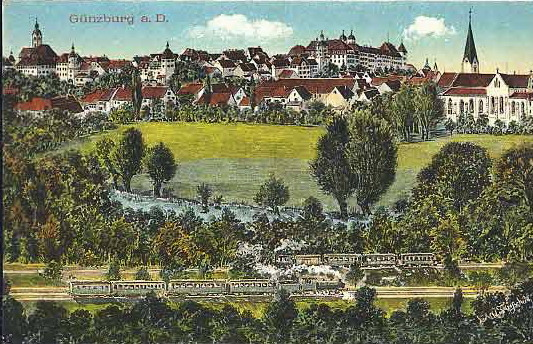
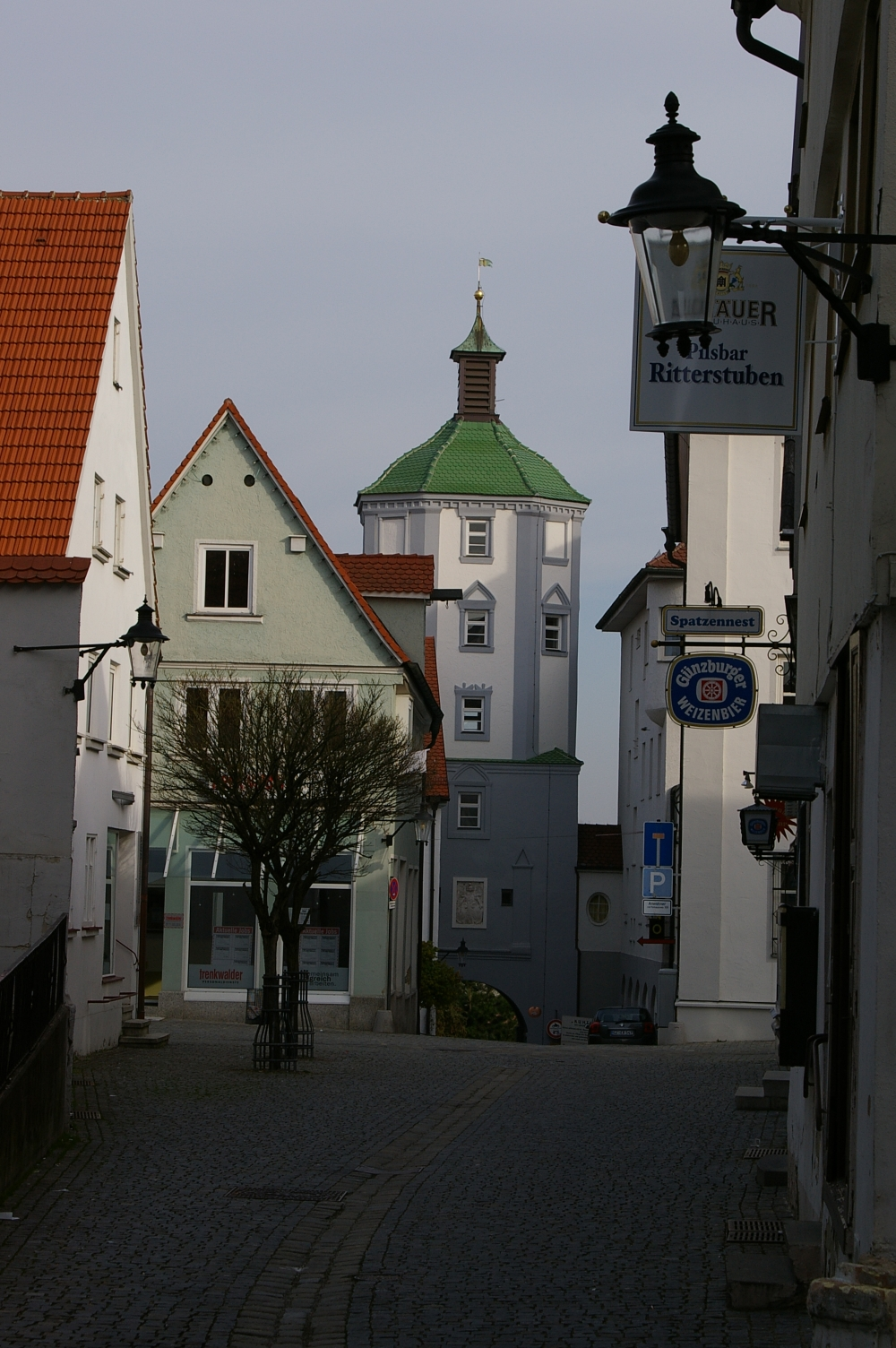
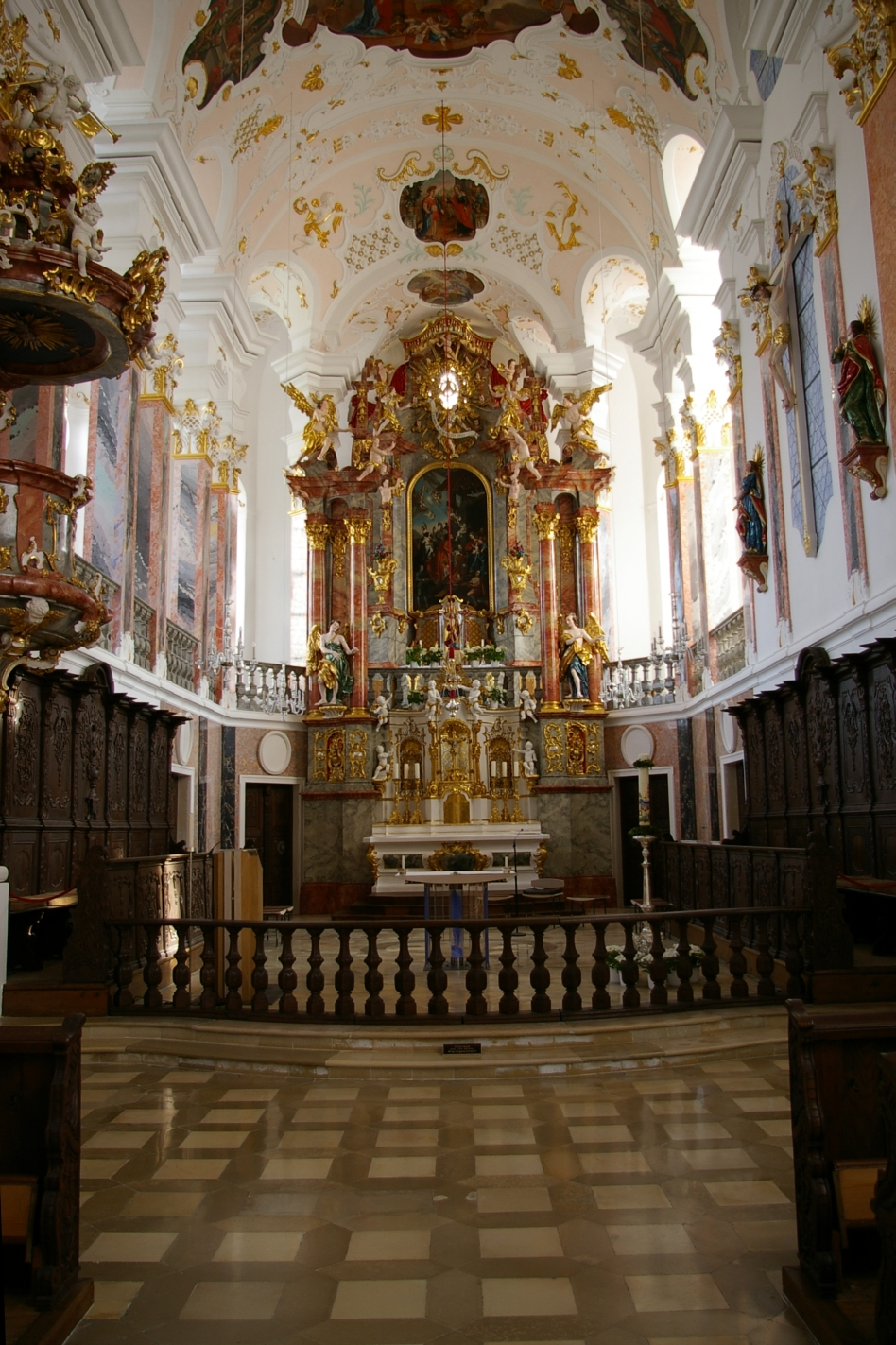
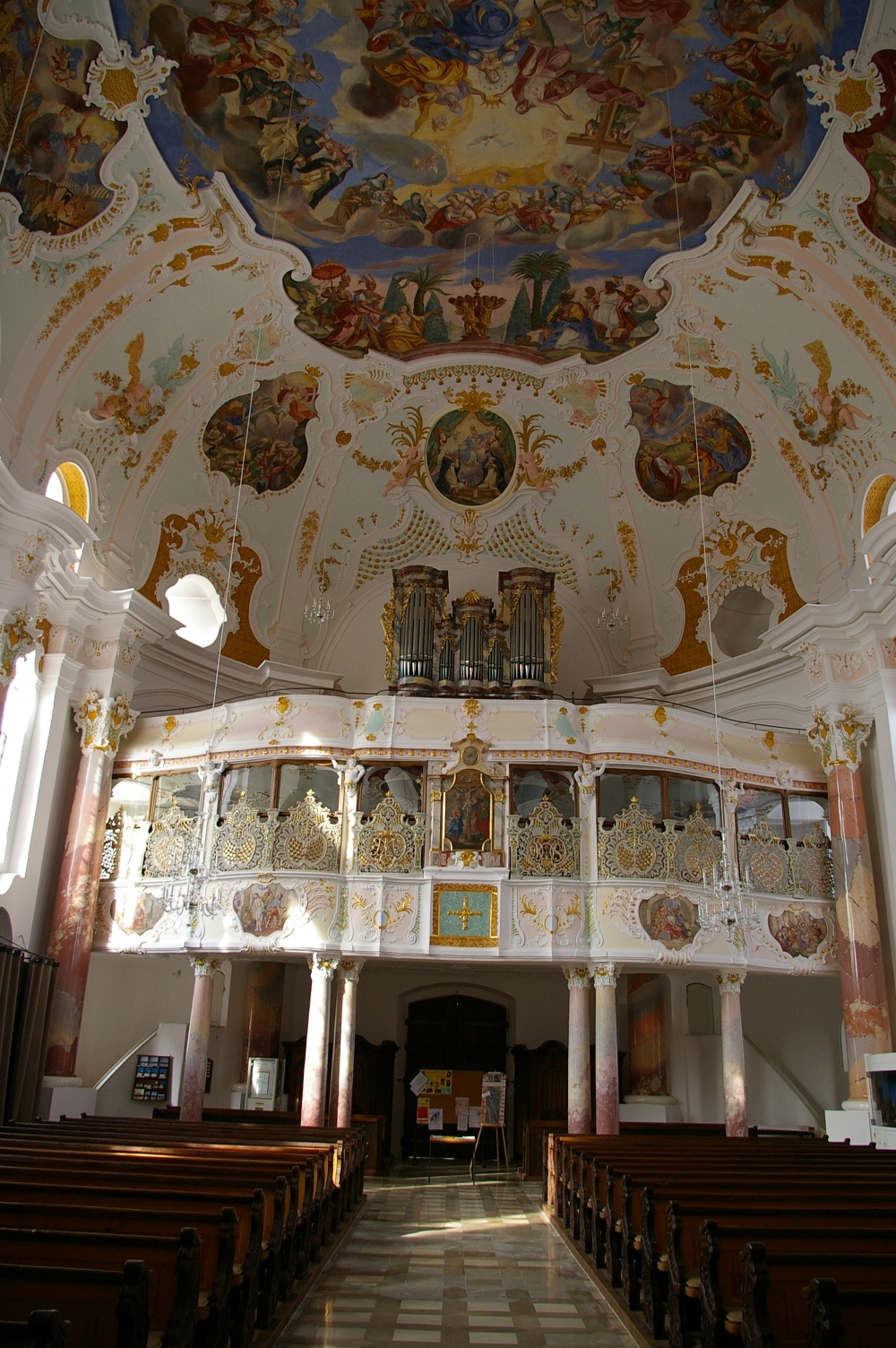

## Города-побратимы
- Штернберк, Чехия